# 门德尔松银行

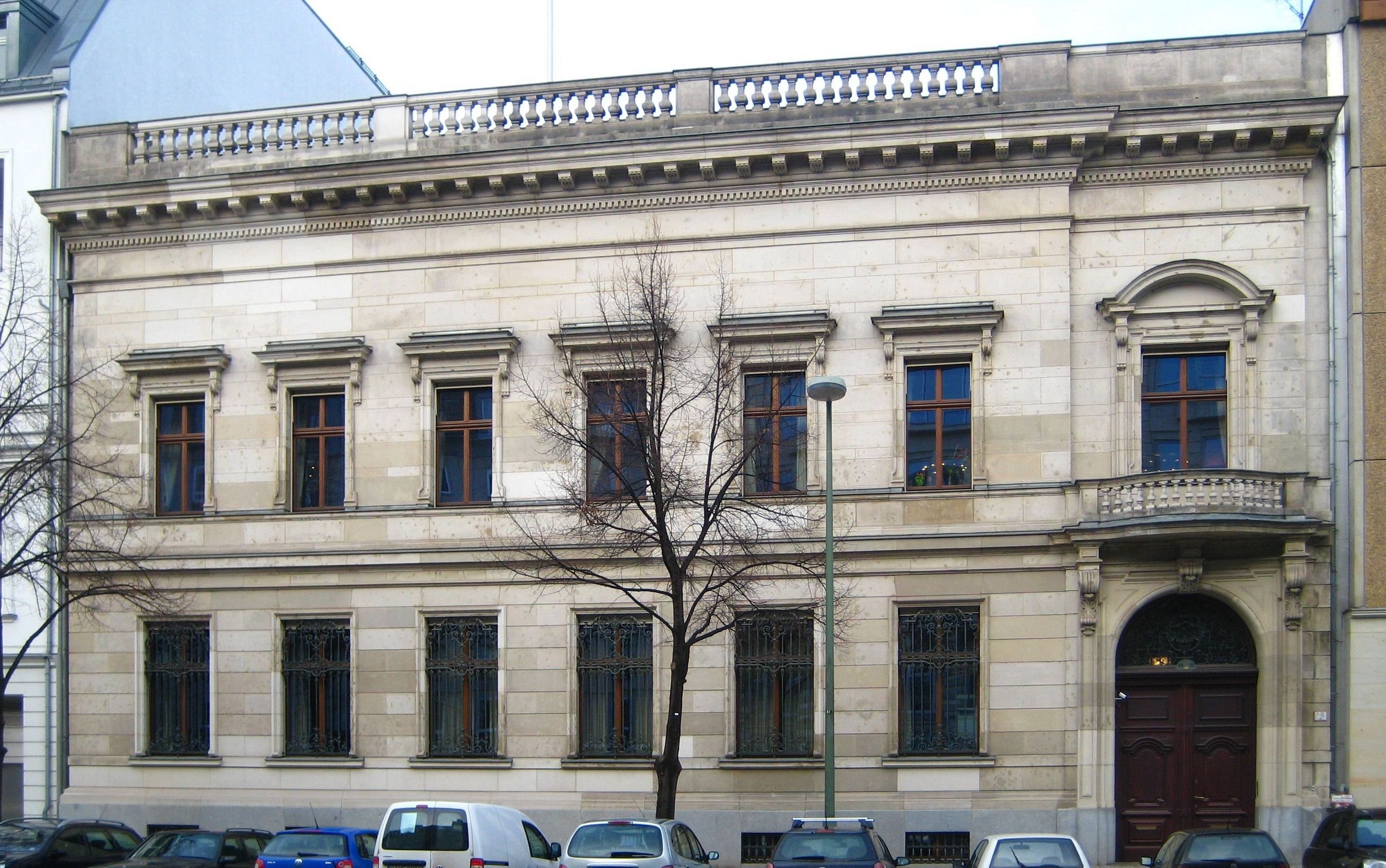
门德尔松银行前银行大楼，猎手街49号-50号，近御林广场，建于1891年-1893年

门德尔松银行是一家位于普鲁士王国首都柏林的私人银行。 在19世纪和20世纪初，它是欧洲最杰出的银行之一。

## 历史
门德尔松银行由约瑟夫·门德尔松于1795年在柏林成立。1804年，他的弟弟亚伯拉罕·门德尔松·巴索迪加入了公司。1815年，银行搬入了位于柏林猎手街51号的新总部，从而奠定了柏林金融区的基础。 门德尔松银行在1939年被转让前均在此地办公。
银行迅速在欧洲崛起。 1850年代始，其一直担任俄罗斯沙皇的皇家银行家，并在中欧金融市场上争夺俄罗斯国债券，直到第一次世界大战为止。门德尔松家族的后代仍经营该公司。
银行在1930年代的大萧条中幸免于难。 弗朗兹·冯·门德尔松弗朗兹·冯·门德尔松和保罗·冯·门德尔松于1935年去世后，鲁道夫·洛布被任命为该行董事长，这是第一位非家族成员担任董事长。 1938年，在纳粹的“雅利安化”政策的巨大压力下，门德尔松银行被迫将其资产移交给德意志银行，并最终关闭。

## 著名员工
- 鲁道夫·洛布
- 弗里茨·曼海默（英语：Fritz Mannheimer）

## 延伸阅读
- Förster, Andreas. . Berliner Zeitung（英语：Berliner Zeitung）. 1997-10-17. （原始内容存档于2008-10-24）..
- James, Harold. . New York: Cambridge University Press. 2001: 70–77. ISBN 0-521-80329-2.
- Köhler, Ingo. . Munich: C. H. Beck. 2005: 244–256. ISBN 3-406-53200-4 （德语）.